# Kazuya Katō
Kazuya Katō (加藤 和也, Katō Kazuya; Wakayama, 17 de janeiro de 1952) é um matemático japonês.
Estudou na Universidade de Tóquio, onde obteve o diploma em 1977 e um doutorado em 1980, orientado por Yasutaka Ihara, onde foi em 1982 docente.
Foi palestrante plenário do Congresso Internacional de Matemáticos em Madrid (2006: Iwasawa Theory and Generalizations), e palestrante convidado do Congresso Internacional de Matemáticos em Quioto (1990: Generalized class field theory) e em Pequim (2002: Tamagawa number conjecture for zeta values). Foi eleito em 2011 membro da Academia de Artes e Ciências dos Estados Unidos.
Recebeu o Prêmio Imperial da Academia do Japão de 2005.

## Obras
- Kazuya Kato, Nobushige Kurokawa, Saito Takeshi: Number Theory 1: Fermat's Dream. American Mathematical Society, Providence 1993, ISBN 0-8218-0863-X.
- com S. Saito: Global class field theory of arithmetic schemes, Contemporary Mathematics, Volume 55, Parte 1, 1986, p. 255–331